# Tiểu tinh linh Hôi Đậu
Tiểu tinh linh Hôi Đậu (tiếng Trung: 小精靈灰豆) là một phim hoạt họa của đạo diễn Lưu Tích Côn, xuất bản lần đầu năm 1998.

## Nội dung
Truyện phim phỏng theo đồng thoại Tiểu tinh linh Hôi Đậu Nhi (小精靈灰豆兒) của tác giả Cát Băng.
Số là, ba ngàn năm trước Tôn Ngộ Không sinh ra từ một tảng đá nứt, thì nay lại có một hạt đậu xám nhảy ra, nó biết nói và có tên là Hôi Đậu. Thế là Hôi Đậu đánh bạn với Vĩ Ba (vốn là cái đuôi của Trư Bát Giới) dấn thân vào một chuyến du lịch đầy ly kỳ nhưng cũng rất hiểm nguy. Trong cuộc phiêu lưu ấy, họ phải đụng độ nhiều lần với yêu quái Kịch Chiếu có cái mồm rất rộng.

### Nhân vật
- Hôi Đậu Nhi (灰豆兒)
- Bàn Bàn (胖胖)
- Đại Chủy Quái (大嘴怪)

### Nhạc phim
- Ca khúc chủ đề: Di-li-li-li[3] (嘀哩哩哩)
- Soạn lời: Bạch Băng
- Soạn nhạc: Lô Thế Lâm
- Biểu diễn: Trung ương nhạc đoàn Thiếu niên hợp xướng đoàn
- Chỉ huy: Mạnh Đại Bằng

### Tập phim
1. 無底洞的小不點
2. 洗月亮
3. 斜眼點歪睛
4. 臨時雷公電母
5. 五彩球
6. 噴噴香美食屋
7. 懸空草
8. 沒有影子的三隻手
9. 無影大仙
10. 無影衣
11. 天下第一香肉
12. 最神奇的法寶
13. 三條小彩魚
14. 補天神功
15. 臟兮兮的醜小孩
16. 香香小店
17. 奇怪的鼻頭
18. 怪蛋殼
19. 白鶴
20. 天馬
21. 鹿角王冠
22. 魚媽媽的信
23. 綠色小竹人
24. 醉酒的神
25. 神奇的銅鼎
26. 月牙泉

## Hậu trường

### Kĩ thuật
- Thiết kế mĩ thuật: Tần Minh Lượng

### Vinh danh
- Giải nhất Liên hoan phim Kim Đồng.